# Burgau
Burgau település Németországban, azon belül Bajorországban. Lakosainak száma 10 628 fő (2023. december 31.). Burgau Kötz, Dürrlauingen, Offingen és Rettenbach községekkel határos.

## Népesség
A település népessége az elmúlt években az alábbi módon változott:
| Lakosok száma | 2071 | 4170 | 5970 | 8111 | 9361 | 9424 | 9617 | 9770 | 10 278 | 10 628 |
|               | 1875 | 1950 | 1975 | 1987 | 2012 | 2014 | 2016 | 2017 | 2021   | 2023   |

## Fekvése
Günzburgtól keletre fekvő település.